# Артиллерия Шри-Ланки
Артиллерия Шри-Ланки (англ. Sri Lanka Artillery, SLA) — один из корпусов сухопутных войск Шри-Ланки. Состоит из 12 регулярных полков и 2 резервных, кроме этого в состав входит полковой оркестр.. Штаб-квартира корпуса находится в кантонменте Панагода, город Панагода, поблизости от столицы Коломбо.

## История
Артиллерия Шри-Ланки ведёт свою историю от 1888 года, когда 12 апреля было создано подразделение «Цейлонская артиллерия добровольцев» (англ. Ceylon Artillery Volunteers), являвшееся орудийной батареей под командованием капитана Королевской артиллерии Великобритании Сайманса (Capt. C.E.H. Seimans). Во время Первой мировой войны добровольцы Цейлонской артиллерии были мобилизованы вместе с артиллерией городской гвардии Коломбо для обороны столицы острова. В 1918 году путём слияния Цейлонской артиллерии добровольцев и артиллерии городской гвардии Коломбо была образована «Цейлонская гарнизонная артиллерия», входящая в Цейлонские силы обороны. В колониальный период основной обязанностью Цейлонской гарнизонной артиллерии была береговая оборона Цейлона путём комплектования береговых артиллерийских батарей.
Во время Второй мировой войны Цейлонская гарнизонная артиллерия была развернута за пределами острова для поддержки союзников и сил Содружества в Индийском океане, хотя также занималась и защитой Цейлона. Оснащенная 6-дюймовыми орудиями цейлонская гарнизонная артиллерия была развернута для защиты Сейшельских и Кокосовых островов. Оставшиеся на Цейлоне подразделения были увеличены и усилены: состав 1-го берегового полка (англ. 1st Coast Regiment) был увеличен на одну полевую и четыре береговые батареи, были сформированы 2-й тяжёлый зенитный полк (англ. 2nd Heavy Anti-Aircraft Regiment) с размещением в Тринкомали и 3-й Прожекторный и Легкий зенитный полк (англ. 3rd Searchlight/Light Anti-Aircraft Regiment), базировавшийся в Коломбо.
В 1949 году Цейлонская гарнизонная артиллерия была превращена в артиллерию Цейлона, в ходе создания цейлонской армии по закону об армии 1949 года. В этом же году в рамках корпуса артиллерии Цейлона был сформирован 1-й тяжёлый зенитный полк под командованием подполковника (впоследствии полковника) де Сарама. В 1953 году он был переименован в 1-й лёгкий зенитный полк (LAA). В том же году сформирован 3-й полк полевой артиллерии. 2-я резервная береговая артиллерия/зенитный полк была сформирована в 1949 году под командованием подполковника Перера. Она состояла из офицеров и солдат Цейлонской гарнизонной артиллерии. В 1962 году, когда многие офицеры армии, в том числе полковник де Сарам, оказались связаны с попыткой военного переворота, правительство приступило к быстрому сокращению войск. В результате в 1962 году 2-й резервный полк был расформирован, а батареи береговой артиллерии выведены из эксплуатации. На следующий год 1-й тяжёлый зенитный полк был объединён с 3-м и 4-м полками полевой артиллерии, образовав корпус артиллерии Цейлона, тем самым сокращая размер артиллерии Цейлон до одного полка. Спустя годы после этого события роль ПВО Шри-Ланки была передана к полку ВВС Шри-Ланки, которые он выполняет и по сей день. Артиллерия Цейлона в 1972 году была переименована в артиллерию Шри-Ланки, когда Цейлон стал республикой и сменил название. Только в 1980 году был сформирован новый полк добровольцев — 5-й резервный артиллерийский полк.
В настоящее время артиллерия Шри-Ланки состоит из 12 регулярных полков, 2 резервных полков и полкового оркестра. Эти подразделения образуют артиллерийскую бригаду. С начала гражданской войны на Шри-Ланке в 1980-х годах SLA оказывает огневую поддержку почти во всех военных операциях, проводимых армией Шри-Ланки против террористических сил. Он также выполняет роль целеуказания для обнаружения вражеских орудий. SLA развернули 4 регулярных усиленных полка и 2 резервных полка пехоты для удовлетворения нехватки пехоты.

## Состав

### Регулярные подразделения
- 4-й полевой полк SLA — старейшее существующее подразделение корпуса. Он был сформирован 26 апреля 1963 года в Панагоде. Полк был первоначально оснащён 76-мм горными пушками и поддерживал пехоту в подавлении восстания 1971 года. Позже полк вооружили 85-мм дивизионными китайскими пушками (Тип 56, копия советской Д-44), и он выполнял функции поддержки пехоты во время наземных операций Первой и Второй Иламских войн. Позднее, чтобы справиться с проблемой развивающейся угрозы, полк был переоснащён 122-мм и 130-мм китайскими пушками, в таком виде полк принимал активное участие в гуманитарных операциях на севере и востоке страны. С 16 ноября 2011 года командиром полка является подполковник Карунаратне.[3]
- 6-й полевой полк SLA был сформирован 1 сентября 1985 года в Панагоде. Изначально был вооружён 25-фунтовыми пушками и занимался поддержкой пехоты во время Первой и Второй Иламских войн. Впоследствии полк был оснащён 122-мм китайскими пушками. Полк также включает Церемониальную артиллерийскую батарею (англ. Ceremonial Saluting Battery). С 7 марта 2011 года командиром полка является подполковник Хеваже.[4]
- 7-й легкий полк SLA был сформирован 10 ноября 1988 года в Миннерии. Этот полк был первоначально оснащён 120 миномётами и поддерживал пехоту в непосредственном бою, что очень эффективно показало себя во время Первой и Второй Иламских войн. Сейчас полк оснащён 122-мм китайскими орудиями. С 27 августа 2010 года командиром полка является подполковник Паламакумбура.[5]
- 8-й полевой полк SLA был сформирован 1 января 1994 года в Панагоде как полк усиления для увеличения военного присутствия в северных и восточных районах страны, однако полк был сформирован по артиллерийским нормам и традициям. Эту работу провёл подполковник В. Р. Сильва, 1-й командир части. Офицеры и солдаты нового полка пришли, в-основном, из уже существовавших артиллерийских частей. Как полк усиления, 8-й артиллерийский выполнял пехотные обязанности под командованием SFHQ-W с января 1994 по ноябрь 1994 и располагался в Гаджасингепуре, Тандиккуламе и Мусалкутти. Позднее часть перебросили на остров Маннар. С 6 марта 1996 года часть объявили просто артиллерийской, и её начали вооружать 130-мм китайскими орудиями. С 2 декабря 2009 года командиром полка является подполковник Карийявасам.[6]
- 9-й полевой полк SLA создали на бумаге 14 декабря 1996 года. Размещение в Панагода закончилось 23 января 1997. Однако почти сразу полк перебросили в заброшенное здание, принадлежавшее ранее проекту Махавели, в городе Талава в 15 километрах южнее города Анурадхапура, где и закончилось формирование части, датой этотго события считают 10 февраля 1997 года. Полк выполнял задачи артиллерийского прикрытия различных частей во всех кампаниях начиная с самого начала операции «Эдибала» в 1997 году. Именно 9-й полк давал последний исторический залп в гражданской войне. С 16 ноября 2009 года командиром полка является подполковник Сеневиратне.[7]
- 10-й полевой полк SLA был создан 10 января 1997 года в Аччувели на севере полуострова Джафна для поддержки оборонительных операций. Во время операции «Jayasikuru» полк получил 152-мм китайские гаубицы. После этого часть поддерживала все крупные операции на севере и востоке. С 4 марта 2011 года командиром полка является майор Диссанайяка.[8]
- 11-й полк (полк усиления) SLA был сформирован 30 июля 1998 года в городке Тамбуттегама южнее города Анурадхапура, после чего часть была перекинута на север, где в качестве пехотного полка она была высоко оценена. В последнее время полк занимается проведением гуманитарных операций в составе 58 дивизии, начиная с Ведиталтиву в Нандикадале, где также заслужил уважение. С 13 июля 2011 года командиром полка является подполковник Сенанайяка.[9]
- 14-й ракетный полк SLA был сформирован 13 сентября 2001 года в Палали (указ о формировании вышел 25 июля 2001 года[10]). Полк имеет на вооружении чешские, словацкие и китайские 122-мм РСЗО, которые составляют четыре батареи, каждая из которых состоит из восьми машин несущих ракетные установки и машины-командного пункта. 14-й полк — это единственная часть в армии Шри-Ланки, имеющее на вооружение РСЗО. Ракеты имеют дальность 20 175-33 150 метров, а точность попадания до 5 метров. В боевой ситуации РСЗО сейчас являются предпочтительным оружием и одним из ключевых моментов успеха в войне, при этом позволяют избежать лишних потерь собственных войск. С 9 ноября 2009 года командиром полка является подполковник Ранасингхе.[11]
- 15-й полевой (средний) полк SLA сформирован 29 августа 2008 года в Талава поблизости от города Анурадхапура (указ о формировании вышел 1 декабря 2007[10]). Самый молодой полк из артиллерийских полков корпуса, 15-й полк изначально был оснащён 122-мм орудиями китайского производства и занимался поддержкой пехоты во время Третьей Иламской войны. С 25 мая 2010 года командиром полка является подполковник Карунаратне.[12]
- 16-й полк (полк усиления) SLA был сформирован 16 января 2008 года в Топпигала (указ о формировании вышел 1 декабря 2007[10]). Этот полк усиления пехоты сыграл свою роль в заключительной стадии гражданской войны, наряду с другими батальонами пехоты. С 19 мая 2011 года командиром полка является подполковник Перера.[13]
- 17-й полк (полк усиления) SLA был сформирован 25 апреля 2008 года в Мадуру-Оя (указ о формировании вышел 1 февраля 2008[10]). Этот полк тоже был создан, чтобы устранить угрозу террористов в регионе Манкулам-Килиноччи, и с поставленной задачей отлично справился. С 17 мая 2011 года командиром полка является подполковник Фернандо.[14]
- 18-й полк (полк усиления) SLA был сформирован 29 июля 2008 года в Маннаре (указ о формировании вышел 1 июля[10]). Этот самый молодой полк корпуса уже успел отличиться при проведении последних операций в регионе. С 18 декабря 2010 года командиром полка является подполковник Джаясингхе.[15]

Эмблема артиллерийской школы

- Артиллерийская школа была создана 26 октября 1957 года. Первоначально занималась обучением личного состава работе с лёгкими и тяжёлыми зенитными орудиями, а также тактике их применения. Позднее школа включена в состав 4-го артиллерийского полка (после его формирования) в Панагоде. 11 октября 1991 года школа выделена в отдельную часть в составе корпуса и переведена в Миннерию. С 26 мая 2010 года командиром школы является подполковник Диссанаяка.[16]
- Отдельная батарея РЛС создана 17 сентября 1995 года при артиллерийском училище в Миннерии. Главной её цель — определение места вражеских орудий и наведение на них своих батарей. Батарея первоначально развёрнута на китайских радарах типа 371 (SLC-2), а затем дооснащена системой наблюдения за звуковым диапазоном. После создания батарея принимала участие во всех основных операциях, используя также радары AN/TPQ-36/37. Аккумуляторные батареи последних сыграли решающую роль для повышения мобильности в условиях высокой интенсивности операций по поддержке наземных, морских и воздушных операций. С 30 декабря 2011 года командир батареи — майор Виирасингхе.[17]

### Резервные подразделения
- 5-й резервный полк SLA формировался в Велиойя. Первоначально старейший резервный полк артиллерии Шри-Ланки был пехотным и хорошо себя зарекомендовал себя в поддержании законности и порядка. С 12 декабря 2011 года командиром полка является подполковник Ранчагода.[18]
- 12-й резервный полк SLA был сформирован в Дамминна-Мадуруойя. Полк особо отличился во время проведения гуманитарных операций на востоке острова. С 7 октября 2008 года командиром полка является майор Чандракришна.[19]

## Подразделение Сева Ванита корпуса
Подразделение Сева Ванита корпуса артиллерии Шри-Ланки было основано в 1999 году в процессе создания данных подразделений при каждом полку армии Шри-Ланки. Основой подразделения являются жёны военнослужащих. Цель организации — поддержка семей военнослужащих, как служащих сейчас, так и погибших при исполнении или ставших инвалидами на службе. Также Сева Ванита занимается различными благотворительными акциями в районе расположения корпуса. Первым президентом Сева Ванита была Дилани Виирасурия. На весну 2012 года организацию возглавляет Пушпа Лиянаже.

## Вооружение

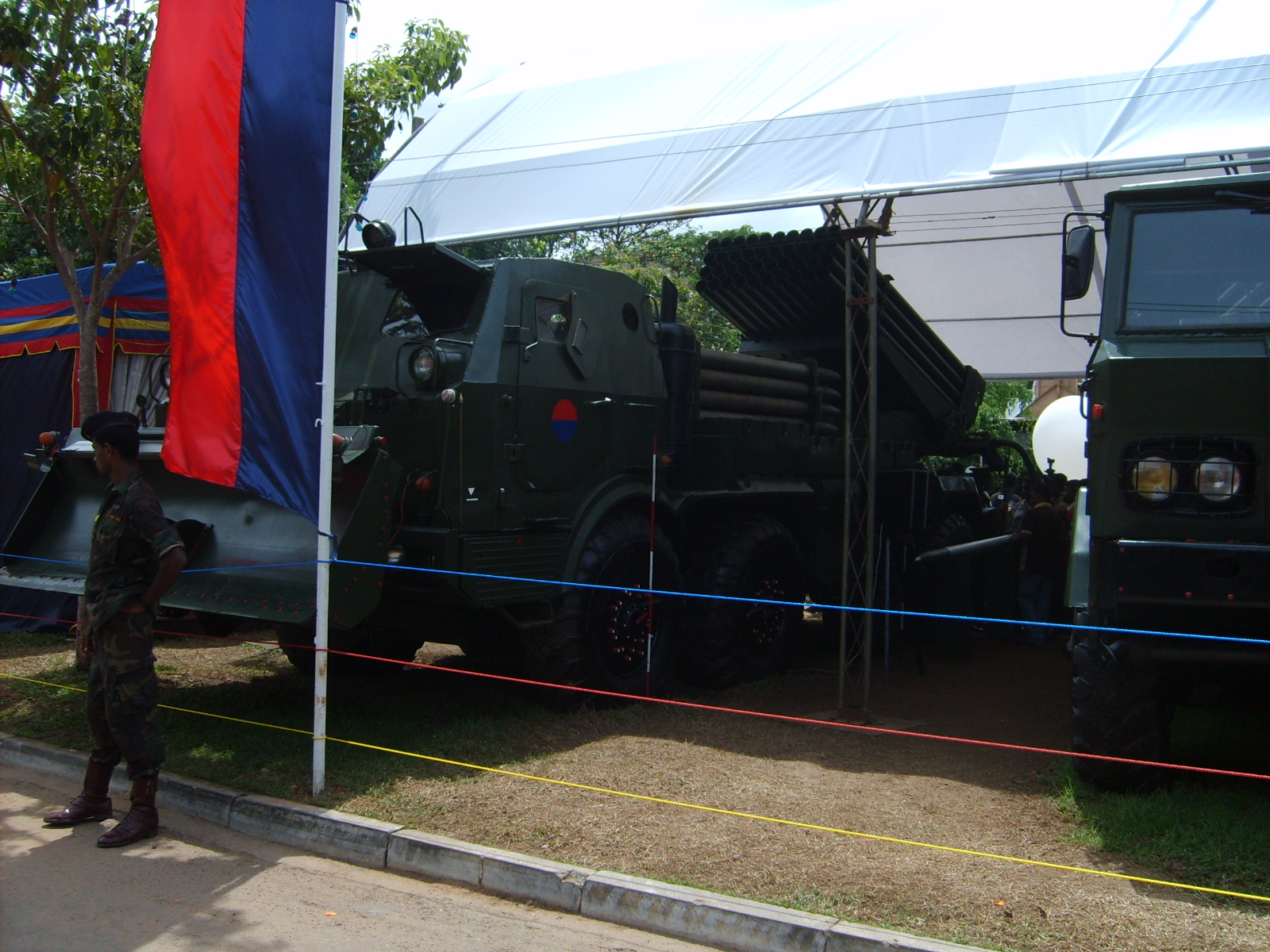
РСЗО RM-70 артиллерии Шри-Ланки

В колониальный период Цейлонский артиллерийский гарнизон был укомплектован британскими береговыми артиллерийскими батареями. После обретения независимости и создания артиллерийского полка корпус имел на вооружении орудия времён Второй мировой: британские шестидюймовые береговые орудия, 40-мм зенитные орудия, 3,7-дюймовые тяжелые зенитные орудия и 4,2-дюймовые тяжелые минометы. Позже появились британские полевые орудия QF 25-фунтов Mark III и 76-мм горные орудия.
В 1990-х и 2000-х годах оружие для корпуса стало поставляться из Китая и Чехии. С эскалацией гражданской войны появились 120-мм, 152-мм, 130-мм гаубицы и 120-мм, 82-мм минометы, а также в 2000 году корпус взял на вооружение РСЗО RM-70, что в целом резко увеличило огневую мощь SLA. Также корпус использует системы целеуказания (артиллерийские радары), для нахождения позиций вражеской артиллерии. Роль противовоздушной обороны в настоящее время полностью перешла к полку ВВС Шри-Ланки.
| Тип                    | Производство    | Назначение                                                           | Количество | На вооружении          |      |
| РСЗО                   | РСЗО            | РСЗО                                                                 | РСЗО       | РСЗО                   | РСЗО |
| ---------------------- | --------------- | -------------------------------------------------------------------- | ---------- | ---------------------- | ---- |
| RM-70 и RM-70M Dana    | Чехия, Словакия | Система залпового огня 122-мм                                        | 22         | 16-й ракетный полк SLA |      |
| Тип 89                 | Китай           | Система залпового огня 122-мм на основе советской БМ-21 «Град»       | 5          | 16-й ракетный полк SLA |      |
| Буксируемая артиллерия |                 |                                                                      |            |                        |      |
| Tип 66                 | Китай           | Пушка-гаубица 152 мм, копия советской Д-20                           | 40         | нет данных             |      |
| Тип 59                 | Китай           | буксируемая пушка 130 мм, копия советской М-46                       | 40         | нет данных             |      |
| Тип 83 и Тип 54        | Китай           | 122-мм гаубицы: Тип 83 на основе Д-74, Тип 54 — копия советской М-30 | 74         | нет данных             |      |
| Тип 56                 | Китай           | 85-мм дивизионная пушка, копия советской Д-44                        | 8          | нет данных             |      |
| Церемониальные пушки   |                 |                                                                      |            |                        |      |
| QF 25 pounder          | Великобритания  | 25-фунтовая гаубица                                                  | нет данных | нет данных             |      |
| QF 75-мм               | Великобритания  | горная пушка                                                         | нет данных | нет данных             |      |
| Миномёты               |                 |                                                                      |            |                        |      |
| Тип 84                 | Китай           | 82-мм миномёт на основе советского БМ-37                             | нет данных | нет данных             |      |
| Тип 86                 | Китай           | 120-мм буксируемый миномёт на основе копии советского М-43           | нет данных | нет данных             |      |
| Контрбатарейные РЛС    |                 |                                                                      |            |                        |      |
| AN/TPQ-36              | США             | Мобильный контрбатарейный радар.                                     | нет данных | Отдельная батарея РЛС  |      |
| SLC-2                  | КНР             | Контрбатарейный радар.                                               | нет данных | Отдельная батарея РЛС  |      |

## В альянсе
- Великобритания — Королевский полк артиллерии
- Индия — Полк артиллерии Индии